# Eisschnelllauf-Sprintweltmeisterschaft 1995
Die 26. Eisschnelllauf-Sprintweltmeisterschaft wurde vom 18. bis 19. Februar im US-amerikanischen Milwaukee (Pettit National Ice Center) ausgetragen.

## Wettbewerb
- 62 Sportler aus 18 Nationen nahmen am Mehrkampf teil

| Teilnehmende Nationen                         | Teilnehmende Nationen                 | Teilnehmende Nationen               | Teilnehmende Nationen              | Teilnehmende Nationen      |
| --------------------------------------------- | ------------------------------------- | ----------------------------------- | ---------------------------------- | -------------------------- |
| Österreich Belarus Kanada Volksrepublik China | Finnland Deutschland Japan Kasachstan | Südkorea Niederlande Norwegen Polen | Rumänien Russland Schweiz Schweden | Ukraine Vereinigte Staaten |

### Frauen

#### Endstand
- Zeigt die zwölf erfolgreichsten Sportlerinnen der Sprint-WM

| Rang | Name              | 1. Lauf 500 Meter | Pkt.  | 1. Lauf 1.000 Meter | Pkt.  | 2. Lauf 500 Meter | Pkt.  | 2. Lauf 1.000 Meter | Pkt.  | Gesamt- pkt. |
| ---- | ----------------- | ----------------- | ----- | ------------------- | ----- | ----------------- | ----- | ------------------- | ----- | ------------ |
| 1    | Bonnie Blair      | 39,13 (1)         | 39,13 | 1:19,43 (1)         | 39,71 | 39,54 (1)         | 39,54 | 1:19,52 (1)         | 39,76 | 158,145      |
| 2    | Oxana Rawilowa    | 39,89 (2)         | 39,89 | 1:21,61 (7)         | 40,80 | 39,82 (3)         | 39,82 | 1:20,61 (2)         | 40,30 | 160,820      |
| 3    | Franziska Schenk  | 40,12 (4)         | 40,12 | 1:20,89 (3)         | 40,44 | 39,87 (4)         | 39,87 | 1:20,79 (3)         | 40,39 | 160,830      |
| 4    | Sabine Völker     | 40,24 (5)         | 40,24 | 1:21,46 (5)         | 40,73 | 40,01 (5)         | 40,01 | 1:21,40 (8)         | 40,70 | 161,680      |
| 5    | Monique Garbrecht | 40,36 (6)         | 40,36 | 1:21,45 (4)         | 40,72 | 40,15 (7)         | 40,15 | 1:21,14 (6)         | 40,57 | 161,805      |
| 6    | Susan Auch        | 40,09 (3)         | 40,09 | 1:22,14 (9)         | 41,07 | 39,67 (2)         | 39,67 | 1:21,98 (12)        | 40,99 | 161,820      |
| 7    | Chris Witty       | 40,43 (9)         | 40,43 | 1:20,75 (2)         | 40,37 | 40,54 (14)        | 40,54 | 1:21,03 (5)         | 40,51 | 161,860      |
| 8    | Shiho Kusunose    | 40,60 (11)        | 40,60 | 1:21,46 (5)         | 40,73 | 40,17 (8)         | 40,17 | 1:20,98 (4)         | 40,49 | 161,990      |
| 9    | Kyoko Shimazaki   | 40,36 (6)         | 40,36 | 1:23,04 (16)        | 41,52 | 40,19 (9)         | 40,19 | 1:22,72 (14)        | 41,36 | 163,430      |
| 10   | Xue Ruihong       | 40,40 (8)         | 40,40 | 1:22,55 (13)        | 41,27 | 40,27 (10)        | 40,27 | 1:23,46 (19)        | 41,73 | 163,675      |
| 11   | Christine Aaftink | 41,05 (17)        | 41,05 | 1:22,14 (9)         | 41,07 | 40,77 (16)        | 40,77 | 1:21,77 (10)        | 40,88 | 163,775      |
| 12   | Emese Hunyady     | 41,35 (21)        | 41,35 | 1:21,91 (8)         | 40,95 | 40,83 (17)        | 40,83 | 1:21,32 (7)         | 40,66 | 163,795      |

#### 1. Lauf 500 Meter
| Platz | Name                              | Land                | Zeit  | Punkte |
| ----- | --------------------------------- | ------------------- | ----- | ------ |
| 1     | Bonnie Blair                      | Vereinigte Staaten  | 39,13 | 39,13  |
| 2     | Oxana Rawilowa                    | Russland            | 39,89 | 39,89  |
| 3     | Susan Auch                        | Kanada              | 40,09 | 40,09  |
| 4     | Franziska Schenk                  | Deutschland         | 40,12 | 40,12  |
| 5     | Sabine Völker                     | Deutschland         | 40,24 | 40,24  |
| 6     | Monique Garbrecht Kyoko Shimazaki | Deutschland Japan   | 40,36 | 40,36  |
| 8     | Xue Ruihong                       | Volksrepublik China | 40,40 | 40,40  |
| 9     | Chris Witty                       | Vereinigte Staaten  | 40,43 | 40,43  |
| 10    | Tomomi Okazaki                    | Japan               | 40,59 | 40,59  |
|       |                                   |                     |       |        |
| 19    | Christina Zummack                 | Deutschland         | 41,31 | 41,31  |
| 21    | Emese Hunyady                     | Österreich          | 41,35 | 41,35  |

#### 1. Lauf 1.000 Meter
| Platz | Name                         | Land               | Zeit    | Punkte |
| ----- | ---------------------------- | ------------------ | ------- | ------ |
| 1     | Bonnie Blair                 | Vereinigte Staaten | 1:19,43 | 39,71  |
| 2     | Chris Witty                  | Vereinigte Staaten | 1:20,75 | 40,37  |
| 3     | Franziska Schenk             | Deutschland        | 1:20,89 | 40,44  |
| 4     | Monique Garbrecht            | Deutschland        | 1:21,45 | 40,72  |
| 5     | Sabine Völker Shiho Kusunose | Deutschland Japan  | 1:21,46 | 40,73  |
| 7     | Oxana Rawilowa               | Russland           | 1:21,61 | 40,80  |
| 8     | Emese Hunyady                | Österreich         | 1:21,91 | 40,95  |
| 9     | Susan Auch Christine Aaftink | Kanada Niederlande | 1:22,14 | 41,07  |
|       |                              |                    |         |        |
| 22    | Christina Zummack            | Deutschland        | 1:24,36 | 42,18  |

#### 2. Lauf 500 Meter
| Platz | Name              | Land                | Zeit  | Punkte |
| ----- | ----------------- | ------------------- | ----- | ------ |
| 1     | Bonnie Blair      | Vereinigte Staaten  | 39,54 | 39,54  |
| 2     | Susan Auch        | Kanada              | 39,67 | 39,67  |
| 3     | Oxana Rawilowa    | Russland            | 39,82 | 39,82  |
| 4     | Franziska Schenk  | Deutschland         | 39,87 | 39,87  |
| 5     | Sabine Völker     | Deutschland         | 40,01 | 40,01  |
| 6     | Swetlana Schurowa | Russland            | 40,13 | 40,13  |
| 7     | Monique Garbrecht | Deutschland         | 40,15 | 40,15  |
| 8     | Shiho Kusunose    | Japan               | 40,17 | 40,17  |
| 9     | Kyoko Shimazaki   | Japan               | 40,19 | 40,19  |
| 10    | Xue Ruihong       | Volksrepublik China | 40,27 | 40,27  |
|       |                   |                     |       |        |
| 17    | Emese Hunyady     | Österreich          | 40,83 | 40,83  |
| 22    | Christina Zummack | Deutschland         | 41,48 | 41,48  |

#### 2. Lauf 1.000 Meter
| Platz | Name              | Land               | Zeit    | Punkte |
| ----- | ----------------- | ------------------ | ------- | ------ |
| 1     | Bonnie Blair      | Vereinigte Staaten | 1:19,52 | 39,76  |
| 2     | Oxana Rawilowa    | Russland           | 1:20,61 | 40,30  |
| 3     | Franziska Schenk  | Deutschland        | 1:20,79 | 40,39  |
| 4     | Shiho Kusunose    | Japan              | 1:20,98 | 40,49  |
| 5     | Chris Witty       | Vereinigte Staaten | 1:21,03 | 40,51  |
| 6     | Monique Garbrecht | Deutschland        | 1:21,14 | 40,57  |
| 7     | Emese Hunyady     | Österreich         | 1:21,32 | 40,66  |
| 8     | Sabine Völker     | Deutschland        | 1:21,40 | 40,70  |
| 9     | Sandra Zwolle     | Niederlande        | 1:21,74 | 40,87  |
| 10    | Christine Aaftink | Niederlande        | 1:21,77 | 40,88  |
|       |                   |                    |         |        |
| 21    | Christina Zummack | Deutschland        | 1:24,02 | 42,01  |

### Männer

#### Endstand
- Zeigt die zwölf erfolgreichsten Sportler der Sprint-WM

| Rang | Name                  | 1. Lauf 500 Meter | Pkt.  | 1. Lauf 1.000 Meter | Pkt.  | 2. Lauf 500 Meter | Pkt.  | 2. Lauf 1.000 Meter | Pkt.  | Gesamt- pkt. |
| ---- | --------------------- | ----------------- | ----- | ------------------- | ----- | ----------------- | ----- | ------------------- | ----- | ------------ |
| 1    | Kim Yoon-man          | 36,63 (5)         | 36,63 | 1:12,84 (1)         | 36,42 | 36,42 (1)         | 36,42 | 1:13,11 (1)         | 36,55 | 146,025      |
| 2    | Hiroyasu Shimizu      | 36,32 (1)         | 36,32 | 1:14,82 (13)        | 37,41 | 36,51 (2)         | 36,51 | 1:13,47 (2)         | 36,73 | 146,975      |
| 3    | Yasunori Miyabe       | 36,58 (4)         | 36,58 | 1:13,44 (2)         | 36,72 | 36,79 (7)         | 36,79 | 1:13,87 (4)         | 36,93 | 147,025      |
| 4    | Roger Strøm           | 36,53 (3)         | 36,53 | 1:14,13 (8)         | 37,06 | 36,62 (3)         | 36,62 | 1:14,30 (9)         | 37,15 | 147,365      |
| 5    | Grunde Njøs           | 36,47 (2)         | 36,47 | 1:14,17 (10)        | 37,08 | 36,76 (6)         | 36,76 | 1:14,44 (11)        | 37,22 | 147,535      |
| 6    | Sergei Klewtschenja   | 36,74 (8)         | 36,74 | 1:14,25 (11)        | 37,12 | 36,68 (4)         | 36,68 | 1:14,01 (7)         | 37,00 | 147,550      |
| 7    | Sylvain Bouchard      | 36,92 (11)        | 36,92 | 1:13,70 (3)         | 36,85 | 37,20 (10)        | 37,20 | 1:14,39 (10)        | 37,19 | 148,165      |
| 8    | Manabu Horii          | 36,63 (5)         | 36,63 | 1:15,12 (16)        | 37,56 | 36,75 (5)         | 36,75 | 1:14,51 (13)        | 37,25 | 148,195      |
| 9    | Wadim Schakschakbajew | 36,75 (9)         | 36,75 | 1:14,74 (12)        | 37,37 | 36,80 (8)         | 36,80 | 1:14,57 (14)        | 37,28 | 148,205      |
| 10   | Gerard van Velde      | 37,17 (17)        | 37,17 | 1:13,78 (4)         | 36,89 | 37,25 (11)        | 37,25 | 1:13,92 (5)         | 36,96 | 148,270      |
| 11   | Kevin Scott           | 37,14 (14)        | 37,14 | 1:13,94 (5)         | 36,97 | 37,31 (13)        | 37,31 | 1:13,80 (3)         | 36,90 | 148,320      |
| 12   | Jaegal Seong-yeol     | 36,80 (10)        | 36,80 | 1:15,36 (19)        | 37,68 | 36,96 (9)         | 36,96 | 1:14,25 (8)         | 37,12 | 148,565      |

#### 1. Lauf 500 Meter
| Platz | Name                      | Land           | Zeit  | Punkte |
| ----- | ------------------------- | -------------- | ----- | ------ |
| 1     | Hiroyasu Shimizu          | Japan          | 36,32 | 36,32  |
| 2     | Grunde Njøs               | Norwegen       | 36,47 | 36,47  |
| 3     | Roger Strøm               | Norwegen       | 36,53 | 36,53  |
| 4     | Yasunori Miyabe           | Japan          | 36,58 | 36,58  |
| 5     | Kim Yoon-man Manabu Horii | Südkorea Japan | 36,63 | 36,63  |
| 7     | Mike Ireland              | Kanada         | 36,64 | 36,64  |
| 8     | Sergei Klewtschenja       | Russland       | 36,74 | 36,74  |
| 9     | Wadim Schakschakbajew     | Kasachstan     | 36,75 | 36,75  |
| 10    | Jaegal Seong-yeol         | Südkorea       | 36,80 | 36,80  |
|       |                           |                |       |        |
| 19    | Roland Brunner            | Österreich     | 37,35 | 37,35  |
| 21    | Jörg Wichmann             | Deutschland    | 37,67 | 37,67  |

#### 1. Lauf 1.000 Meter
| Platz | Name              | Land        | Zeit    | Punkte |
| ----- | ----------------- | ----------- | ------- | ------ |
| 1     | Kim Yoon-man      | Südkorea    | 1:12,84 | 36,42  |
| 2     | Yasunori Miyabe   | Japan       | 1:13,44 | 36,72  |
| 3     | Sylvain Bouchard  | Kanada      | 1:13,70 | 36,85  |
| 4     | Gerard van Velde  | Niederlande | 1:13,78 | 36,89  |
| 5     | Kevin Scott       | Kanada      | 1:13,94 | 36,97  |
| 6     | Yukinori Miyabe   | Japan       | 1:13,98 | 36,99  |
| 7     | Roland Brunner    | Österreich  | 1:14,12 | 37,06  |
| 8     | Roger Strøm       | Norwegen    | 1:14,13 | 37,06  |
| 9     | Pat Kelly         | Kanada      | 1:14,14 | 37,07  |
| 10    | Grunde Njøs       | Norwegen    | 1:14,17 | 37,08  |
|       |                   |             |         |        |
| 13    | Matthias Pfeiffer | Deutschland | 1:14,82 | 37,41  |
| 15    | Jörg Wichmann     | Deutschland | 1:14,88 | 37,44  |

#### 2. Lauf 500 Meter
| Platz | Name                  | Land        | Zeit  | Punkte |
| ----- | --------------------- | ----------- | ----- | ------ |
| 1     | Kim Yoon-man          | Südkorea    | 36,42 | 36,42  |
| 2     | Hiroyasu Shimizu      | Japan       | 36,51 | 36,51  |
| 3     | Roger Strøm           | Norwegen    | 36,62 | 36,62  |
| 4     | Sergei Klewtschenja   | Russland    | 36,68 | 36,68  |
| 5     | Manabu Horii          | Japan       | 36,75 | 36,75  |
| 6     | Grunde Njøs           | Norwegen    | 36,76 | 36,76  |
| 7     | Yasunori Miyabe       | Japan       | 36,79 | 36,79  |
| 8     | Wadim Schakschakbajew | Kasachstan  | 36,80 | 36,80  |
| 9     | Jaegal Seong-yeol     | Südkorea    | 36,96 | 36,96  |
| 10    | Sylvain Bouchard      | Kanada      | 37,20 | 37,20  |
|       |                       |             |       |        |
| 18    | Matthias Pfeiffer     | Deutschland | 37,57 | 37,57  |
| 20    | Jörg Wichmann         | Deutschland | 37,75 | 37,75  |
| 23    | Roland Brunner        | Österreich  | 37,89 | 37,89  |

#### 2. Lauf 1.000 Meter
| Platz | Name                | Land        | Zeit    | Punkte |
| ----- | ------------------- | ----------- | ------- | ------ |
| 1     | Kim Yoon-man        | Südkorea    | 1:13,11 | 36,55  |
| 2     | Hiroyasu Shimizu    | Japan       | 1:13,47 | 36,73  |
| 3     | Kevin Scott         | Kanada      | 1:13,80 | 36,90  |
| 4     | Yasunori Miyabe     | Japan       | 1:13,87 | 36,93  |
| 5     | Gerard van Velde    | Niederlande | 1:13,92 | 36,96  |
| 6     | Yukinori Miyabe     | Japan       | 1:13,97 | 36,98  |
| 7     | Sergei Klewtschenja | Russland    | 1:14,01 | 37,00  |
| 8     | Jaegal Seong-yeol   | Südkorea    | 1:14,25 | 37,12  |
| 9     | Roger Strøm         | Norwegen    | 1:14,30 | 37,15  |
| 10    | Sylvain Bouchard    | Kanada      | 1:14,39 | 37,19  |
|       |                     |             |         |        |
| 12    | Roland Brunner      | Österreich  | 1:14,49 | 37,24  |
| 18    | Jörg Wichmann       | Deutschland | 1:15,41 | 37,70  |